# Skalička (Brno-vidéki járás)
Skalička település Csehországban, a Brno-vidéki járásban. Skalička Hluboké Dvory, Újezd u Černé Hory, Malhostovice és Všechovice településekkel határos. Lakosainak száma 166 fő (2024. január 1.).

## Népesség
A település lakosságának változását az alábbi diagram mutatja:
| Lakosok száma | 164  | 194  | 193  | 162  | 131  | 89   | 158  | 157  | 164  | 166  |
|               | 1869 | 1890 | 1921 | 1950 | 1980 | 2001 | 2017 | 2019 | 2022 | 2024 |